# Värnamo
Värnamo è una città della Svezia, capoluogo del comune omonimo, nella contea di Jönköping. Ha una popolazione di 18.696 abitanti.